# Línea Schlageter

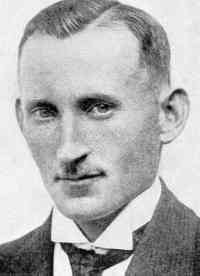
Albert Leo Schlageter, nacionalista alemán fusilado por los franceses en 1923 durante la ocupación del Ruhr.

La Línea Schlageter (en alemán: Schlageter-Kurs o Schlageter-Linie) es el nombre de la estrategia política que adoptó el Partido Comunista de Alemania (KPD) durante la década de 1920 como respuesta al creciente nacionalismo alemán. Este término proviene de un discurso del político soviético Karl Radek, dado el 20 de junio de 1923, en el cual elogiaba a Albert Leo Schlageter, un nacionalista alemán ejecutado por los franceses el 26 de mayo de ese año por oponerse a la ocupación del Ruhr. El texto de este discurso se publicó bajo el título Leo Schlageter, el vagabundo de ninguna parte (Leo Schlageter, der Wanderer ins Nichts) o, en una versión menos literal, el peregrino de ninguna parte, y también es conocido simplemente como el Discurso Schlageter (Schlageter-Rede).
La Línea de Schlageter, al fusionar la liberación social con la nacional, buscaba redirigir el creciente nacionalismo que se estaba expandiendo en Alemania hacia la revolución del KPD. No obstante, los resultados políticos fueron diametralmente opuestos a lo que los comunistas esperaban. Al adoptar un lenguaje nacionalista e incluso antisemita, terminaron por alimentar inadvertidamente la propaganda de los grupos de extrema derecha, en especial del Partido Nacionalsocialista Obrero Alemán (NSDAP) liderado por Adolf Hitler.
Los nefastos resultados pronto obligaron al KPD a diluir el lenguaje chovinista y antisemita, que, sin embargo, nunca abandonó del todo. Se reavivó con renovado vigor durante el nuevo curso nacionalista adoptado por los comunistas a principios de la década de 1930, cuando se encontraron de nuevo convergiendo con los nazis contra los socialdemócratas, considerados los primeros enemigos del proletariado según la teoría del socialfascismo. Las secuelas de la línea Schlageter y de la teoría del socialfascismo contribuyeron a cavar un profundo surco entre comunistas y socialdemócratas, impidiendo la formación de un sólido frente antinazi.

## El fin de Schlageter y el discurso de Radek

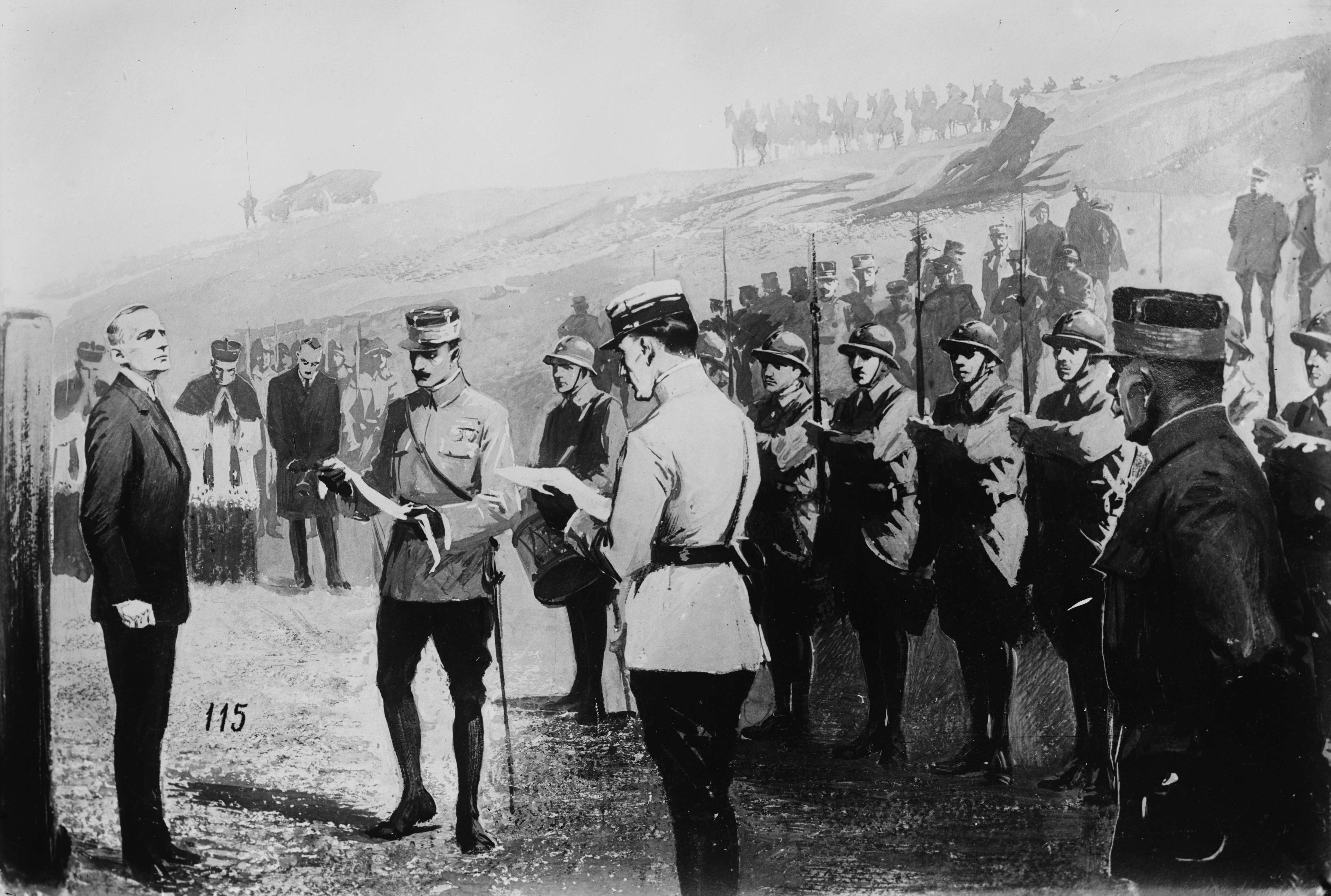
Ilustración que muestra a Schlageter ante el pelotón de fusilamiento

Albert Leo Schlageter, quien formaba parte de los Freikorps de Alta Silesia que se integró al naciente NSDAP en 1921, estuvo involucrado en múltiples actos de sabotaje contra la ocupación francesa en el Ruhr. Fue capturado por los franceses en Essen el 2 de abril de 1923 bajo cargos de traición, y un consejo de guerra francés lo condenó a muerte el 9 de mayo de ese mismo año. Schlageter fue ejecutado por fusilamiento en el brezal de Golzheim, cerca de Düsseldorf, el 26 de mayo. Su muerte desencadenó una ola de manifestaciones en Alemania, y el gobierno del Reich expresó su protesta enviando una nota oficial al entonces jefe del gobierno francés, Raymond Poincaré.
El 20 de junio, Karl Radek, experto en Alemania de la Internacional Comunista, dirigió un discurso ante el III Pleno del Comité Ejecutivo en Moscú donde alabó al "fascista" Schlageter como un "mártir del nacionalismo alemán" y un "valiente soldado de la contrarrevolución", afirmando que merecía ser "valorado con honestidad y valentía por nosotros, los soldados de la revolución". "ser honradamente apreciado con virilidad por nosotros, los soldados de la revolución». «Si los círculos de fascistas alemanes, que desean sinceramente servir al pueblo alemán, no comprenden el significado del destino de Schlageter, entonces Schlageter ha caído en vano, y deben escribir en su monumento: peregrino a ninguna parte [...]. Queremos hacer todo lo posible para que hombres como Schlageter, dispuestos a ir a la muerte por una causa general, no sean peregrinos hacia ninguna parte, sino peregrinos hacia un futuro mejor para toda la humanidad, para que no derramen su sangre desinteresada por los beneficios de los barones del carbón y del hierro, sino por la causa del gran pueblo trabajador alemán, que forma parte de la familia de los pueblos que luchan por su liberación [...]. Schlageter no puede seguir escuchando esta respuesta. Estamos seguros de que cientos de Schlageters la oirán y la entenderán."
El discurso de Radek fue publicado el 26 de junio por el órgano de prensa del KPD, Die Rote Fahne, con el título Leo Schlageter, der Wanderer ins Nichts (Leo Schlageter, el peregrino de ninguna parte) o, según otra traducción menos literal, el peregrino de ninguna parte.

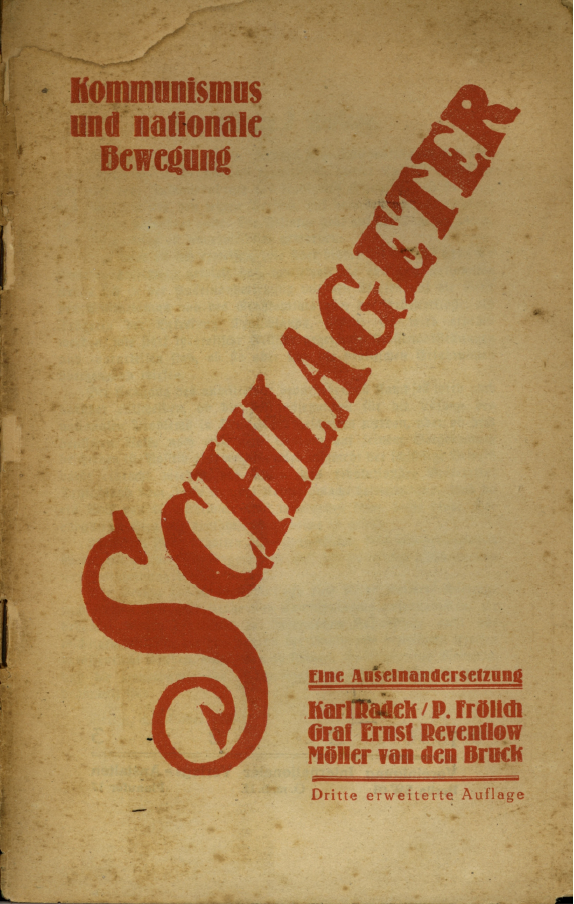
Portada del libro de 1923 Schlageter. El comunismo y la cuestión nacional. Una comparación

También en 1923, el discurso de Radek se publicó en el folleto Schlageter. El comunismo y la cuestión nacional: una comparación, junto con las principales aportaciones al debate posterior del comunista Paul Fröhlich y los nacionalistas Ernst zu Reventlow y Arthur Moeller van den Bruck.

## Evaluaciones críticas
El discurso de Radek recibió críticas de Amadeo Bordiga, exlíder del Partido Comunista de Italia: 

Non può non considerarsi come un fenomeno che ha certe analogie colle imprese del social-nazionalismo, il fatto che il compagno Radek, per sostenere in una riunione internazionale la tattica da lui caldeggiata, "scoprì" che il gesto del nazionalista sacrificatosi nella lotta contro i francesi della Ruhr deve essere dai comunisti esaltato in nome del principio (nuovo per noi e inaudito) che al disopra dei partiti si debba sostenere chiunque si sacrifica per la sua idea.

Un deplorevole rimpicciolimento è quello che riduce il compito del grande proletariato di Germania a una emancipazione nazionale: quando noi attendiamo da questo proletariato e dal suo partito rivoluzionario che esso riesca a vincere non per sé, ma per salvare la esistenza e la evoluzione economica socialista della Russia dei Soviet, e per rovesciare contro le fortezze capitaliste di occidente la fiumana della Rivoluzione mondiale, destando i lavoratori degli altri paesi per un momento immobilizzati dagli ultimi conati controffensivi della reazione borghese

El hecho de que el camarada Radek, para apoyar su preconizada táctica en una reunión internacional, «descubriera» que el gesto del nacionalista que se sacrificó en la lucha contra los franceses en el Ruhr debía ser ensalzado por los comunistas en nombre del principio (nuevo para nosotros e inédito) de que por encima de los partidos hay que apoyar a quien se sacrifica por su idea, no puede sino considerarse como un fenómeno con ciertas analogías con los empeños del social-nacionalismo.

Es una deplorable reducción que reduce la tarea del gran proletariado alemán a la emancipación nacional: cuando esperamos que este proletariado y su partido revolucionario ganen, no para sí mismos, sino para salvar la existencia y el desarrollo económico socialista de la Rusia soviética, y para derrocar la avalancha de la Revolución Mundial contra los bastiones capitalistas de Occidente, despertando a los trabajadores de otros países, por un momento inmovilizados por el último contraataque de la reacción burguesa

Peter Petroff y su esposa Irma, activistas trotskistas que se mudaron al Reino Unido desde Alemania después de la ascensión del régimen nazi, analizaron en un libro de 1934, editado por Leonard y Virginia Woolf, las razones detrás del triunfo de Hitler. Los Petroff destacaron que la postura ambigua de los comunistas hacia la extrema derecha alemana ya se había manifestado antes del discurso de Schlageter por Radek. Durante el Putsch de Kapp en marzo de 1920, un intento de los Freikorps de derrocar a la República de Weimar, el KPD se negó inicialmente a respaldar la huelga general contra el golpe. Además, la prensa soviética publicó un artículo de Radek que miraba con simpatía el levantamiento de Kapp por motivos geopolíticos, argumentando que Francia tendría que retirar a Polonia de su conflicto con la Rusia soviética para enfrentar a Alemania.
El historiador alemán Heinrich August Winkler califica los acontecimientos del verano de 1923 de "espectacular intento de alianza" entre la extrema izquierda y la extrema derecha.